# Kleine schubbuikspecht
De kleine schubbuikspecht (Picus xanthopygaeus) is een vogelsoort uit de familie van de spechten (Picidae) die voorkomt in het zuidoosten van Azië.

## Kenmerken
Het is een middelgrote, groene specht met een gestreepte keel en een schubachtige witte buik. De kleine schubbuikspecht heeft een groene rug met een geelachtige staart. Het mannetje heeft een rode nek, vrouwtjes een zwarte. De staart is egaal zwart.

## Verspreiding en leefgebied
Deze soort komt voor van India en Nepal tot zuidelijk Thailand en Cambodja.

## Status
De grootte van de populatie is niet gekwantificeerd maar de soort wordt omschreven als vrij algemeen. Op de Rode lijst van de IUCN heeft deze soort de status niet bedreigd.
Japanse groene specht (P. awokera) ·
grijskopspecht (P. canus) ·
kleine geelkuifspecht (P. chlorolophus) ·
Sumatraanse grijskopspecht (P. dedemi) ·
zwartkopspecht (P. erythropygius) ·
vuurvleugelspecht (P. puniceus) ·
roodkraagspecht (P. rabieri) ·
Iberische groene specht (P. sharpei) ·
geschubde groene specht (P. squamatus) ·
Levaillants specht (P. vaillantii) ·
Birmese schubbuikspecht (P. viridanus) ·
groene specht (P. viridis) ·
grote schubbuikspecht (P. vittatus) ·
kleine schubbuikspecht (P. xanthopygaeus)